# Untitled E.P.
Como Untitled E.P. se conoce a una recopilación de MP3's lanzada por Deerhoof en honor a la partida de su integrante Chris Cohen. Se publicó en internet el 22 de mayo de 2006. El E.P. está compuesto de cinco grabaciones en vivo y cuatro covers. 

## Lista de canciones
1. The Continuing Story of Bungalow Bill (Grabada originalmente por The Beatles)
2. Desapareceré [En vivo]
3. Wrong Time Capsule [En vivo]
4. Goin' Up the Country (Grabada originalmente por Canned Heat)
5. Spirit Ditties of No Tone [En vivo]
6. Lose My Breath (Grabada originalmente por My Bloody Valentine)
7. Dinner for Two [En vivo]
8. Lightning Rod, Run [En vivo]
9. There's a Kind of Hush (Grabada originalmente por Herman's Hermits)

## Músicos
- Satomi Matsuzaki - Voz Bajo
- John Dieterich - Guitarra
- Chris Cohen - Guitarra
- Greg Saunier - Batería Voz

- Datos: Q7897722